# Туристическая фотография
Туристическая фотография (англ. travel photo) — это жанр фотографии, предметом которого являются впечатления путешественника и то, что он наблюдает в ходе путешествий: культурные и этнические особенности, люди и их характеры, пейзажи, исторические памятники, необычные черты местности и т. д.
Туристической фотографией занимаются как профессионалы, так и любители. Примером профессиональной тревел фотографии является журнал National Geographic, а на территории стран СНГ это журнал «Вокруг света».